# Эвигхаузен
Эвигхаузен (нем. Ewighausen) — община в Германии, в земле Рейнланд-Пфальц. 
Входит в состав района Вестервальд. Подчиняется управлению Зельтерс (Вестервальд).  Население составляет 245 человек (на 31 декабря 2010 года). Занимает площадь 2,55 км².